# Prionoxystus macmurtrei
Prionoxystus macmurtrei là một loài bướm đêm thuộc họ Cossidae. Nó được tìm thấy ở Ontario và Quebec to Florida, phía tây đến Texas, phía bắc đến Minnesota.
Sải cánh dài 45–75 mm. Con trưởng thành bay từ tháng 4 đến tháng 7.
Ấu trùng ăn ash, phong và sồi. Đây là loài gây hại.